# 福賽斯 (喬治亞州)
福賽斯（英語：Forsyth）是一個位於美國喬治亞州門羅縣的城市。根據2010年美國人口普查，該地人口為3788人，而該地的面積約為12.90平方千米。同時該地也是門羅縣的縣治。

## 地理
福賽斯的座標為33°02′06″N 83°56′17″W / 33.03500°N 83.93806°W，而該地的平均海拔高度為219米（即719英尺）。